# برونو لوشيت
برونو لوشيت (بالفرنسية: Bruno Lochet)‏
```
هو 
ممثل
 
فرنسي
، ولد في 18 أكتوبر 1959 في 
فرنسا
.
```

## أعمال

### أفلام
- (2007) كسكسي بالبوري[1][2]
- (2009) الانسة شامبون
- (2010) بوتيش[3]
- (2011) لاشيء للادلاء به[4]

## وصلات خارجية
- برونو لوشيت على موقع IMDb (الإنجليزية)
- برونو لوشيت على موقع روتن توميتوز (الإنجليزية)
- برونو لوشيت على موقع قاعدة بيانات الأفلام العربية
- برونو لوشيت على موقع ألو سيني (الفرنسية)
- برونو لوشيت على موقع أول موفي (الإنجليزية)
- برونو لوشيت على موقع قاعدة بيانات الأفلام السويدية (السويدية)
- برونو لوشيت على موقع قاعدة بيانات الفيلم (الإنجليزية)
- برونو لوشيت على موقع كينوبويسك (الروسية)